# آپرلسکی
آپرلسکی (به لاتین: Aprelsky) یک منطقهٔ مسکونی در روسیه است که در استان آمور واقع شده‌است.